# 可朱渾元
可朱渾 元（かしゅこん げん、生年不詳 - 559年頃）は、中国の北魏末から北斉にかけての軍人。字は道元。本貫は太安郡狄那県。

## 経歴
北魏の朔州刺史の可朱渾昌（字は買奴）の子として生まれた。可朱渾氏は代々渠帥をつとめた家柄で、北魏に帰順し、曾祖父の可朱渾護野肱が懐朔鎮将となった以降は懐朔鎮に住んだ。可朱渾元は武略に長け、若いころから高歓と交友した。六鎮の乱が起こると、家族とともに定州に移ろうとしたが、鮮于修礼の乱に参加することとなった。葛栄が鮮于修礼の部衆を吸収すると、可朱渾元を梁王とした。可朱渾元は爾朱栄のもとに逃れて別将となり、爾朱天光の下で万俟醜奴らと戦った。永安3年（530年）3月、万俟醜奴の大行台尉遅菩薩が岐州を攻撃すると、可朱渾元は賀抜岳とともにこれを撃破した。功績により東県伯に封じられた。孝武帝が即位すると、渭州刺史となった。
永熙3年（534年）、侯莫陳悦が賀抜岳を殺害すると、宇文泰が賀抜岳の部衆を引き継いで侯莫陳悦を攻撃した。可朱渾元はこのとき侯莫陳悦を援助したが、侯莫陳悦が敗走すると、可朱渾元は秦州で宇文泰の包囲を受け、ひとたび屈服した。可朱渾元は早くから高歓の知遇をえており、母や兄たちも関東にいたので、高歓に帰順しようとひそかに使者を往来させていた。宇文泰は可朱渾元が二心を抱いていることを察知して、兵を出して攻撃した。可朱渾元は部衆を率いて渭州を発し、西北の烏蘭津を渡河して宇文泰の出鼻をくじき、河州と源州の境を越えて東方に出た。霊州の劉豊の助けを借りて、霊州から東北に出て雲州に入った。天平2年（535年）1月、高歓は平陽郡守の高嵩に可朱渾元を迎えさせ、可朱渾元が晋陽に到着すると、手を取って引見した。可朱渾元は元県公に封ぜられ、車騎大将軍に任じられた。
可朱渾元は西魏の儀同の金祚・皇甫智達を東雍で攻撃して捕らえ、并州刺史に転じた。諸将とともに征戦に参加して、しばしば戦勝した。武定5年（547年）1月、侯景が反乱を起こして潁川に拠ると、可朱渾元は韓軌・賀抜勝・劉豊らとともにこれを攻撃した。5月、司空に上った。6月、潁州から軍を返した。天保元年（550年）、北斉が建国されると、可朱渾元は扶風王に封じられた。文宣帝に従って山胡や柔然を攻撃し、戦功を重ねた。天保5年（554年）8月に大将軍となり、天保8年（557年）4月に太傅に上り、天保9年（558年）12月に太師に転じた。後に死去した。仮黄鉞・太宰・録尚書事の位を追贈された。
弟に可朱渾天元・可朱渾天和があり、子に可朱渾長挙（字は孝裕）・可朱渾長威があった。可朱渾長挙が扶風王位を継いだ。

## 伝記資料
- 『北斉書』巻27 列伝第19
- 『北史』巻53 列伝第41
- 斉故尚書右僕射司空公可朱渾扶風王墓誌銘（可朱渾孝裕墓誌）